# 航空電機計器整備員
航空電機計器整備員（こうくうでんきけいきせいびいん）は、海上自衛隊の職域の1つ。
略称はAE:AVIATION ELECTRICIAN'S MATEである。通称「デンケー」と呼ばれる。
P-3CやSH-60Kなどの航空機の電機｛発電機、電動機（モーター）、機内外照明｝と計器（AI:姿勢表示器、HSI:航法表示器、ALT:気圧高度計、VSI:昇降計、IAS:対気速度計、各種警報装置、各種表示装置など）の整備を担当する。

## 概要
航空機整備は、ベテラン職人の世界といった感があるが、電機計器整備は近年の技術革新の影響により、急速なハイテク化が顕著である。特にデジタル技術の普及により、各計器の統合表示化が促進された。従来のアナログ機器はカラクリ箱と呼ばれるほど繊細な精密機械の集合体であったが、デジタル電子制御によるブラックボックス化が大幅に導入されつつある。これを例えるならば、カラクリ人形師からシステムエンジニアに一大転身したといっても過言でない、そんなユニークな職種が電機計器整備である。
近年の航空機は別名エレクトリカルエアプレーンと呼ばれるほど電機の使用割合が増加している。これまでの主流であった油圧系統やロッド式操縦系統は整備性、信頼性の向上と、重量軽減のため電子制御化とフライ・バイ・ワイヤ化されつつある。このため電機計器整備員は今後も発展が著しい分野を担うことになり、常に技術力の向上と新技術への対応が求められており、若手整備員にも活躍の機会が多い職場である。
採用にあたって、国家資格の航空整備士を取得しておく必要はなく、新入社員教育に相当する海士課程では、下総航空基地の海上自衛隊第3術科学校で一通りの技能訓練を自衛官として勤務しながら受けられる。
また海士課程期間では電気理論についての教育もあり、努力次第で電気主任技術者、情報処理技術者、電気工事士、工事担任者の取得も可能である。 
職業柄か、航空電機計器整備員にはいわゆる「アキバ系」が多いとも言われているが、頭脳プレーを得意とする者にとっては、やりがいのある職場であることは間違いない。
航空電機計器整備員の中からも選抜して、P-3C等の固定翼機のFEフライトエンジニア（機上整備員）になるコースも用意されている。